# Los Navalucillos
Los Navalucillos település Spanyolországban, Toledo tartományban. Los Navalucillos Torrecilla de la Jara, Retamoso de la Jara, Santa Ana de Pusa, Los Navalmorales, Hontanar, Navas de Estena, Horcajo de los Montes, Helechosa de los Montes, Anchuras, Robledo del Mazo és Espinoso del Rey községekkel határos. Lakosainak száma 1897 fő (2024).

## Népesség
A település népessége az utóbbi években az alábbiak szerint változott:
| Lakosok száma | 2718 | 2718 | 2664 | 2677 | 2574 | 2426 | 2251 | 2106 | 1987 | 1897 |
|               | 2001 | 2004 | 2007 | 2009 | 2012 | 2014 | 2017 | 2019 | 2022 | 2024 |